# 下梨谷
下梨谷（しもなしたに）とは、主に中世・近世に用いられた越中国礪波郡五箇山（現・富山県南砺市）内の地域区分の一つ。富山方言（五箇山方言）では「谷」が撥音化するため、地元では下梨谷（しもなしたん）と読まれる。
赤尾谷・上梨谷・小谷・利賀谷および下梨谷の「五つの谷（山）」から構成されることが、「五箇山」という名称の由来とされる。地理的には遠洞渓谷から小谷川が合流するまでの庄川流域および梨谷川流域の諸集落で、旧平村、ひいては五ヶ山全体の中央部に相当する。

## 概要

### 中世

近世期の五箇山地図。下梨谷は五箇山の中央部に位置する。

五箇山地域は平家の落人、南朝の落人の流入を経て集落が形成されたと考えられており、南北朝時代より最古の文字資料が現れ始める。下梨谷については、古くより南朝の落人が梨谷集落に隠れ潜んだとの伝承がある。地元の伝承によると、新田義貞が討ち死にした後に一族郎党が五箇山に逃れ、その中でも藤島・宇治という二人の刀鍛冶が梨谷集落の山崎家に身を寄せた。藤島・宇治が梨谷集落を離れた後も山崎家は彼らの残した火種を絶やさず守り、「不滅の火」として何代にもわたって継承したという。
室町時代前半ころには、砺波郡平野部の井口氏を通じて「なしとか（梨谷と利賀谷）」すなわち五箇山地域から徴税されたとの記録があり、武士の支配する荘園制の末端に属していた。なお、「梨（谷）」という集落名はこれが初見であり、「均（なら）し谷」すなわち谷を均して形成した集落を意味する地名と考えられている。そして、庄川渓谷の河岸段丘を「均して」形成された集落のうち、上流方面が上梨谷、下流方面が下梨谷と呼ばれるようになった。
しかし、室町時代後半には浄土真宗の教えが急速に広まり、戦国時代には武家領主の支配が及ばない、一向一揆の支配する地域に五箇山は属することとなった。奥田直文は「五箇山」という名称が一向一揆による支配の確立と同時に現れることに注目し、「それ以前の旧荘園に規定された地域単位とは別の原理で成り立つ、新しい地域結集単位」であったことを指摘している。
天文21年（1552年）10月27日付五箇山十日講起請文には赤尾谷・上梨谷・下梨谷・小谷・利賀谷ごとに有力者の署名があり、これによって、戦国期の五箇山は既に中世的な領主が存在せず村の自治を達成していること、旧国衙領たる「保」の単位でなく五つの谷ごとに村落連合を形成していることが分かる。下梨谷に関しては、本文書中に見さ（見座）・小来数（小来栖）・松尾・中畠（中畑）・来数（来栖）・梨谷・あいのくら（相倉）・かこと（篭渡）・嶋（大島）といった現在に繋がる集落名が既に見える。

### 近世

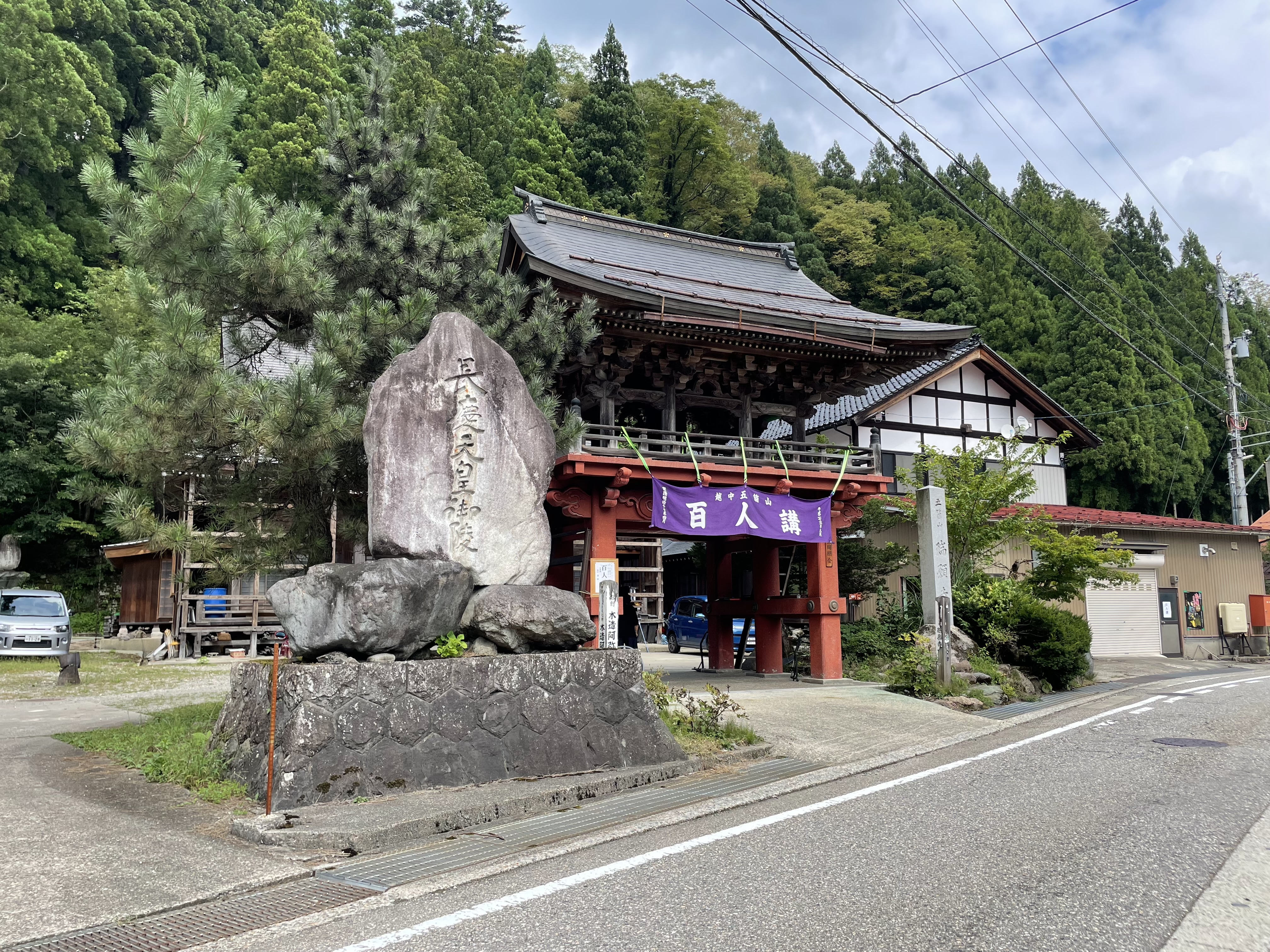
下梨集落の瑞願寺。下梨村の市助は瑞願寺の僧であった。

戦国時代を通じて五箇山は一向一揆の支配下にあったが、天正13年（1585年）の佐々成政による制圧を経て、前田家（加賀藩）の統治下に入った。加賀藩は当初、下梨村の市助を代官として五箇山を支配する体制を取ったが、その下には中世の「五つの谷」に由来する「与頭（くみがしら）」もしくは「与合頭（くみあいがしら）」と呼ばれる代表者が置かれていた。例えば元和5年（1619年）・寛永7年（1630年）の史料には利賀・小谷・下梨谷・上梨谷・赤尾谷の五組が記録されており、寛永元年（1661年）の文書では市助と皆葎村太郎左衛門（上梨谷）・新屋村太郎右衛門（赤尾谷）・見座村市右衛門（下梨谷）・入谷村甚助（小谷）・細島村源太郎（利賀谷）ら与合頭5名が連名で署名している。
下梨谷組については、寛永11年（1634年）の記録では「平北組」「平南組」を始め複数の組に分かれており、この時点で村組織の構成がいまだ完成していなかったことが分かる
しかし、市助と与頭による支配体制は比較的早い段階で廃止され、五箇山では東西二つの十村組 （後に「利賀谷組」「赤尾谷組」という名称で固定する）に分かれ支配される体制が確立した。西半の「赤尾谷組」はかつての赤尾谷・上梨谷・下梨谷に含まれる集落が、東半の「利賀谷組」には小谷・ 利賀谷に含まれる集落が、それぞれ属していた。これ以後、「五つの谷」ごとの区分は住民間の活動の中には残されたものの、加賀藩の行政機構上では地位を失い、公文書などで言及されることはなくなった。一連の支配体制の変化は「五つの谷」ごとの自治性の強い五箇山のあり方が、加賀藩が統制を強める中で近世的村落に移行する過程でもあった。

### 近現代

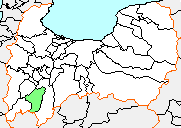
富山県内の平村の位置図。

明治維新を経て町村制が施行されると、従来の「五つの谷」や「五箇山両組」とも異なる、上平村・平村・利賀村の「五箇三村」が成立した。これは、江戸時代の「城端手寄の村」と「井波手寄の村」という商圏上の区画に基づいてまず「下梨村外四十三ヶ村」と「下原村外二十五ヶ村」に分けられ、前者が更に二分割されて上平村・平村となり、後者が利賀村が形成されたものであった。
こうして成立した平村には小谷の南半・下梨谷・上梨谷の東半が属することとなったが、この三地域にはそれぞれ方言・文化の差があると認識されていた。方言に関しては、五箇山出身の歴史家である高桑敬親が上梨から上平方面の方言を「粗にして急」、小谷から利賀方面の方言を「粘にして麗」と評した上で、下梨谷は両者の中間の特徴を持つと指摘している。

## 下梨谷の集落一覧
| 集落名 | 旧表記 | 市町村 | 寺院                  | 神社         |
| 下梨   | 平村   | 平村   | 瑞願寺                | 下梨地主神社 |
| 大島   | 嶋村   | 平村   | 称名寺                | 竈神社       |
| 篭渡   | 籠渡   | 平村   | 籠渡道場              | 籠渡白山社   |
| 上松尾 | 松尾   | 平村   | 松尾道場              | 松尾薬師社   |
| 小来栖 | 小来数 | 平村   | 小来栖道場            | 小来栖神明宮 |
| 来栖   | 来数   | 平村   | 来栖道場              | 来栖春日社   |
| 中畑   | 中畠   | 平村   | 本教寺                | 氏神無之村   |
| 見座   | -      | 平村   | 見覚寺                | 見座愛宕社   |
| 相倉   | -      | 平村   | 相念寺                | 相倉観音堂   |
| 梨谷   | -      | 平村   | 井波誓立寺下 梨谷道場 | 梨谷神明宮   |
| 田代   | -      | 平村   | -                     | 氏神無之村   |
| 杉尾   | -      | 平村   | 杉尾道場              | 杉尾神明社   |

上記諸集落は、全て旧平村に属する。

## 天文21年十日講起請文の下梨谷署名者
| 署名                       | 瑞願寺注記                           | 近世の道場                       | 対応する現代の寺院     |
| -------------------------- | ------------------------------------ | -------------------------------- | ---------------------- |
| 修理亮乗資（花押）         | 当時下梨村市助先祖ヲ修理亮申由承候   | 井波瑞泉寺道場 下梨村 市助       | 下梨集落の瑞願寺       |
| 藤井与三兵衛               | 下梨道場庄右衛門先祖                 | 坂上西勝寺道場 下梨村 少右衛門   | 下梨集落の九里道場     |
| 図書了歓（花押）           | 相倉村九郎三郎先祖                   | 祖谷村本敬寺道場 相倉村 九郎三郎 | 相倉集落の相念寺       |
| 見さ次郎左衛門尉（略押）   | 当時屋敷跡計                         |                                  | 見座集落の見覚寺       |
| 北名道宗（花押）           | 当時下梨三右衛門先祖                 |                                  | 下梨                   |
| 小来数 專了（花押）        | 当時屋敷跡計                         | 井波瑞泉寺道場 小来栖村 弥右衛門 | 小来栖集落の念仏道場   |
| 同中屋（花押）             |                                      |                                  | 小来栖                 |
| 教善（花押）               |                                      |                                  | 詳細不明               |
| 漆原孫左衛門尉（花押）     | 下梨内出村小名ニ而与六郎先祖         | 杉本家                           | 漆原                   |
| 松尾九郎衛門尉（略押）     | 当時九郎兵衛先祖、下梨村与兵兵衛先祖 |                                  | 上松尾（松尾）         |
| 中畠兵衛（略押）           | 当時道場助右衛門先祖                 | 小松本覚寺道場 中畑村 助右衛門   | 中畑集落の本教寺       |
| 中畠大郎左衛門尉（花押）   | 当時太郎右衛門先祖                   |                                  | 中畑                   |
| 来数八郎衛門尉（略押）     | 当時道場忠右衛門先祖                 | 坂上西勝寺道場 来栖村 忠右衛門   | 来栖集落の念仏道場     |
| 来数大郎次郎（略押）       | 当時彦右衛門先祖                     |                                  | 来栖                   |
| 梨谷小太郎（略押）         | 当時道場小右衛門先祖                 | 井波瑞泉寺道場 梨谷村 次右衛門   | 梨谷集落の念仏道場     |
| 杉尾左衛門尉（花押）       |                                      | 金戸仙徳寺道場 杉尾村 理兵衛     | 杉尾集落の念仏道場     |
| あいのくら大郎次郎（略押） |                                      | 鳥羽野万法寺道場 相倉村 惣九郎   | 相倉集落の西方道場     |
| かこと善入（略押）         | 当時道場次郎兵衛先祖                 | 城端惣道場 籠渡村 次郎兵衛       | 篭渡集落の念仏道場     |
| 嶋八郎衛門尉（略押）       | 当時道場八郎左衛門先祖               | 坂上西勝寺道場 島村 八郎左衛門   | 大島（嶋）集落の称名寺 |
| 仏新左衛門尉（略押）       | 当時仏太郎左衛門申百姓               |                                  |                        |